# Unserer Lieben Frauen (Horneburg)

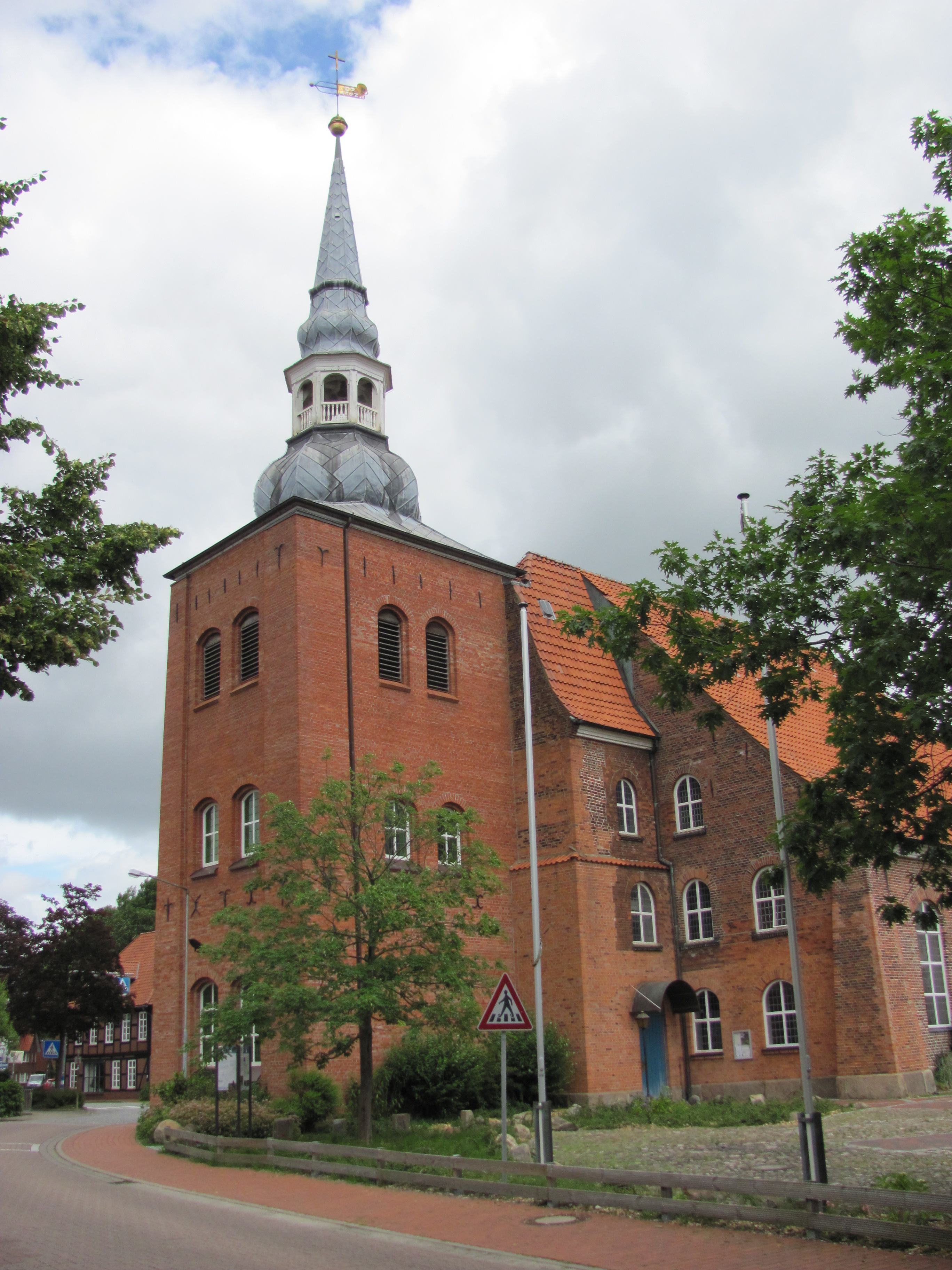
Unserer Lieben Frauen

Unserer Lieben Frauen ist eine denkmalgeschützte evangelisch-lutherische Kirche in Horneburg, einem Flecken im niedersächsischen Landkreis Stade. Die Kirchengemeinde gehört zum Kirchenkreis Buxtehude im Sprengel Stade der Evangelisch-lutherischen Landeskirche Hannovers.

## Beschreibung
Die Kirche wird 1396 erstmals erwähnt. Nachdem sie im Dreißigjährigen Krieg völlig zerstört worden war, ist sie als barocke Saalkirche 1632–43 wieder aufgebaut worden. Weil sie zu klein war, wurde sie 1670 nach Süden erweitert. Sie hatte im Osten einen polygonalen Abschluss. Nachdem sie baufällig geworden war, ist sie 1729–39 fast vollständig abgetragen und auf den alten Grundmauern wiederaufgebaut worden. Dieser Kirchenbau samt seiner Einrichtungen, die teilweise aus der alten Kirche übernommen wurden, entspricht in wesentlichen Teilen dem heutigen Aussehen. Dies gilt auch für den Glockenturm im Westen, der 1739 abgerissen und neu errichtet wurde. Er wurde in alter Form 1979/82 mit einem spätbarocken Helm wiederhergestellt. Der schlichte Außenbau wurde 1985 teils neu verkleidet. 
Zur Kirchenausstattung gehörte ein 1730 unter Verwendung älterer Teile errichteter Kanzelaltar, der bei der Renovierung 1966 auseinandergebaut wurde. Die Kanzel wurde im Altarraum rechts neben dem Altar platziert. Bei der Renovierung wurde der Eingang an der Ostseite des Turmes wiederhergestellt. 
Die Orgel von 1744 hatte Johann Andreas Zuberbier gebaut. Sie wurde 1974 durch ein Werk von den Gebrüdern Hillebrand ersetzt, die sie 1987 vergrößerten. 1999 wurde sie erneut von Amadeus Junker vergrößert. Sie hat jetzt 18 Register, zwei Manuale und ein Pedal.